# Peter Riethe
Peter Riethe (* 30. Juni 1921 in Bingen am Rhein; † 20. März 2020 in Tübingen) war ein deutscher Zahnarzt und Professor für Zahnmedizin, der sich auch mit der Natur- und Heilkunde der Hildegard von Bingen befasste.

## Leben
Peter Riethe wurde 1952 in Mainz zum Dr. med. dent. promoviert. Seine Arbeit über Zahn- und Mundleiden bei Hildegard von Bingen betreute Paul Diepgen. 1955 folgte eine naturwissenschaftliche Arbeit über das Vorkommen 4. Molaren im Primatenstamm. 1956 untersuchte er die Reliquien der Gudula von Brüssel und passte Zähne aus der Kathedrale St. Michael und St. Gudula in das Haupt aus dem Eibinger Reliquienschatz, womit bewiesen war, dass die Reliquien zueinander passen.
Peter Riethe war bis zu seiner Emeritierung ordentlicher Professor der Zahnklinik an der Universität Tübingen. Ab 1979 war er Schriftleiter der vom Verein für Zahnhygiene herausgegebenen Zeitschrift Kariesprophylaxe, die 1983 in Oralprophylaxe umbenannt wurde. Sein Buch Kariesprophylaxe und konservierende Therapie (1988 als Band 6 der Reihe Farbatlanten der Zahnmedizin erschienen) wurde 1990 ins Französische und 1992 ins Italienische übertragen.
Insbesondere nach seinem Ruhestand widmete er sich dem natur- und heilkundlichen Werk Hildegards von Bingen und gab zwischen 1991 und 2007 in sieben Bänden alle neun Bücher der Physica in kommentierter Übersetzung heraus.

## Schriften (Auswahl)
- Der Weg Hildegards von Bingen zur Medizin unter besonderer Berücksichtigung der Zahn- und Mundleiden. (medizinische Dissertation, Mainz 1952)
- In memoriam Piltdown. In: Deutsche Zahnärztl. Zeitschr. 9 (1954) 842
- Untersuchungen über die Entwicklung der Zahnkaries des engeren Mainzer Raumes. In: Stoma 7 (1954) 48
- Zur Phylogenie des Primatengebisses: Untersuchungen über das Vorkommen 4. Molaren im Primatenstamm. Verlag für Kunst und Wissenschaft, Baden-Baden 1955. (naturwissenschaftliche Dissertation)
- Der Schädel der heiligen Gudula aus der Pfarrkirche von Eibingen. Eine historisch-anthropologische Studie. In: Nassauische Annalen Jahrbuch des Vereins für nassauische Altertumskunde und Geschichtsforschung. Bd. 67 (1956), S. 233.
- Untersuchungen zur Entstehung des Mentum prominens. (Habilitationsschrift, Mainz 1957)
- Über die Zahnfäule bei freilebenden Affen. In: Zahnärztliche Welt/Reform. Band 12, 1957, S. 175.
- als Hrsg.: Hildegard von Bingen: Naturkunde. Das Buch von den inneren Wesen der verschiedenen Naturen in der Schöpfung. Nach den Quellen übersetzt und erläutert. Müller, Salzburg 1959; 2. Auflage ebenda 1974; 3. Auflage ebenda 1980.
- Methoden der mechanischen Zahnreinigung und Zahnfleischmassage. In: Zahnärztliche Welt/Reform. Band 63, 1962, S. 530.
- Kariesprophylaxe mit fluorhaltigen Lösungen im Tierversuch. In: Deutsche Zahnärztliche Zeitschrift. Band 22, 1967, S. 10.
- Verschiedene Applikationsformen von Aminfluorid im Tierversuch. In: Deutsche Zahnärztl. Zeitschr. 23 (1968) 542.
- Die Quintessenz der Amalgamanwendung. Buch- und Zeitschriftenverlag, Berlin 1971.
- Die Quintessenz der Mundhygiene. Buch- und Zeitschriftenverlag, Berlin 1974.
- mit Rainer Schmelzle, Norbert Schwenzer: Arzneimitteltherapie in der Zahn-, Mund- und Kieferheilkunde. Thieme, Stuttgart und New York 1980. ISBN 978-3-13-587901-7
- Kariesprophylaxe und konservierende Therapie. Thieme, Stuttgart und New York 1980. ISBN 978-3-13-714701-5

2. Auflage. Thieme, Stuttgart und New York 1994. ISBN 978-3-13-714701-5
- Konservierende Zahnheilkunde und Mundschleimhaut-Erkrankungen. Thieme, Stuttgart und New York 1985. ISBN 978-3-13-593701-4

2. Auflage. Thieme, Stuttgart und New York 1988. ISBN 978-3-13-593711-3
- Amalgam - pro und contra. Gutachten, Referate, Statements, Diskussion. Deutscher Ärzteverlag, Köln 1988. ISBN 978-3-7691-7810-4

2. Auflage. Deutscher Ärzteverlag, Köln 1990. ISBN 978-3-7691-7820-3
3. Auflage. Deutscher Ärzteverlag, Köln 1992. ISBN 978-3-7691-7830-2
- Hildegard von Bingen: Das Buch von den Fischen. Nach den Quellen übersetzt und erläutert. Müller, Salzburg 1991. ISBN 978-3-7013-0812-5
- Hildegard von Bingen: Das Buch von den Vögeln. Nach den Quellen übersetzt und erläutert. Müller, Salzburg 1994.
- Hildegard von Bingen: Das Buch von den Tieren. Nach den Quellen übersetzt und erläutert. Müller, Salzburg und Wien 1996. ISBN 978-3-7013-0929-0
- Hildegard von Bingen: Das Buch von den Steinen. Nach den Quellen übersetzt und erläutert. 3. Auflage. Müller, Salzburg und Wien 1997. ISBN 978-3-7013-0946-7
- Hildegard von Bingen: Von den Elementen, von den Metallen. Herausgegeben, erläutert und übersetzt. Müller, Salzburg und Wien 2000. ISBN 978-3-7013-1015-9
- Hildegard von Bingen: Das Buch von den Bäumen. Nach den Quellen übersetzt und erläutert. Müller, Salzburg und Wien 2001. ISBN 978-3-7013-1033-3
- Hildegards von Bingen >Liber simplicis medicinae< im Mainzer >Gart der Gesundheit<. In: Sudhoffs Archiv, Bd. 89, H. 1 (2005), S. 96–119
- Liber simplicis medicinae. Vereinigung der Heimatfreunde am Mittelrhein, Bingen am Rhein 2006. ISBN 978-3-939778-02-8
- Hildegard von Bingen: Das Buch von den Pflanzen. Nach den Quellen übersetzt und erläutert. Müller, Salzburg 2007. ISBN 978-3-7013-1130-9
- Studien zum naturkundlichen Werk Hildegards von Bingen. Vereinigung der Heimatfreunde am Mittelrhein, Bingen am Rhein 2008. ISBN 978-3-9811388-2-5
- Hildegard von Bingen. Eine aufschlussreiche Begegnung mit ihrem naturkundlich-medizinischen Schrifttum. Tectum, Marburg 2011. ISBN 978-3-8288-2553-6
- mit Franz Brendle: Die Leichenpredigt Jakob Andreaes für Primus Truber. In: Sönke Lorenz, Anton Schindling, Wilfried Setzler: Primus Truber 1508–1586. Kohlhammer, Stuttgart 2011. ISBN 978-3-17-021273-2